# Rustavi 2
Rustavi 2 este o televiziune publică privată din Georgia care poate fi recepționată pe 84% din suprafața țării.

## Legături externe
- Rustavi 2 Arhivat în 23 martie 2017, la Wayback Machine.